# Habenaria schaffneri
Habenaria schaffneri är en orkidéart som beskrevs av Sereno Watson. Habenaria schaffneri ingår i släktet Habenaria och familjen orkidéer. Inga underarter finns listade i Catalogue of Life.